# Medicine (песня Дженнифер Лопес)
«Medicine» (с англ. — «Медицина») — песня американской певицы Дженнифер Лопес и хип-хоп-исполнителя French Montana, изданная 3 апреля 2019 года.
Сингл стал третьей совместной работой музыкантов после «Same Girl» и «I Luh Ya Papi», вышедших в 2014 году. Для Лопес это первый релиз на лейбле Hitco Entertainment.

## Предыстория
Вновь работая с French Montana, Лопес сказала: «Мне нравится сотрудничать с людьми из Бронкса, это заставляет меня чувствовать себя как дома, подобно особой связи», добавив: «В сущности, я все ещё Jenny from the Block (2002). И этот новый трек продемонстрировал это». Певица охарактеризовала «Medicine» как «очень нахальную песню, очень похожую на призыв расширения прав и возможностей женщин», отметив: «[Это] даёт вам понимание того, что вы предлагаете парням понять, что мы не собираемся брать всякое „барахло“ (any junk)».

## Релиз
Лопес анонсировала песню в социальных сетях 21 марта 2019 года, поделившись обложкой и ссылкой для предварительного заказа. 3 апреля 2019 года Лопес впервые исполнила свою новую песню вживую в программе The Morning Mash-Up на канале SiriusXM Hits 1 Celebrity Session. Обложка изображает Лопес с одетой на её голове «Бесконечной эхо-шляпой» (Endless Echo Hat) дизайнера Хайди Ли, которую ранее носил человек, известный как Ди Мондо, на красной дорожке чилийского Международного фестиваля песни «Винья дель Мар» 2013 года.

## Отзывы
Композиция, в целом, была одобрительно встречена музыкальными экспертами и обозревателями. Например,
Mike Wass из сетевого издания Idolator сравнил эту песню с предыдущим творениями Лопес треками, «Get Right» (2005) и «Do It Well» (2007), из-за его «тяжелой перкуссии», заявив, что он демонстрирует себя «знакомым фанатам старой школы». Jacqueline Reed из национального радио NPR также сравнила песню с треком «Get Right», написав: «Джаз-хоповая мелодия (jazz-hop melody) и многослойный барабанный экшн (…) этого нового сингла создают вдохновляющий, неподвластный времени трек, который может легко найти свое место в трек-листе и старого альбома Rebirth 20105 года и в наши дни». Rania Aniftos из журнала Billboard описала трек как «заразительный».

## Музыкальное видео
Музыкальное видео для «Medicine» посвящено теме белого карнавала, в котором Лопес «изображена в роли ведущего ринга белого монохроматического фрик-шоу», в который входят гадалки, 50-футовый торт и движущаяся карусель. Полное видео было впервые показано на канале YouTube и на канале NBC 7 апреля 2019 года в эпизоде её телевизионного реалити-шоу World of Dance, где певица также выступает в роли продюсера. В этом клипе Лопес впервые работала с режиссером Jora Frantzis. Её гардероб на видео включает в себя комбинезон, разработанный ливанским дизайнером Zuhair Murad.

## Чарты
| Чарт (2019)                         | Высшая позиция |
| ----------------------------------- | -------------- |
| Австралия (ARIA)                    | 14             |
| Боливия (Monitor Latino)            | 6              |
| Канада (Billboard Canadian Hot 100) | 91             |
| Венгрия (Single Top 40)             | 21             |
| Новая Зеландия (RMNZ)               | 22             |
| США (Billboard Dance Club Songs)    | 1              |
| США (Digital Song Sales, Billboard) | 32             |
| США (Billboard Pop Airplay)         | 33             |

| Чарт (2019)                       | Позиция |
| --------------------------------- | ------- |
| США (Dance Club Songs, Billboard) | 48      |

## История релиза
| Регион | Дата          | Формат                     | Лейбл           | Ссылка |
| ------ | ------------- | -------------------------- | --------------- | ------ |
| Разные | 3 апреля 2019 | Digital download streaming | Hitco Nuyorican | [ 1 ]  |
| США    | 9 апреля 2019 | Contemporary hit radio     | Hitco Nuyorican | [ 21 ] |